# Philharmonischer Chor Berlin
Der Philharmonische Chor Berlin wurde 1882 von Siegfried Ochs als „Siegfried Ochs’scher Gesangsverein“ gegründet. Sein erstes eigenständiges Konzert veranstaltete er mit dem Berliner Philharmonischen Orchester (heute Berliner Philharmoniker). Er benannte sich 1887 in Philharmonischer Chor Berlin um.
Nach 37 Jahren unter der Prägung von Ochs übernahm von 1929 bis 1933 Otto Klemperer die künstlerische Leitung des Chores. Es folgten Carl Schuricht (bis 1935), Günther Ramin (bis 1943) und von 1943 bis zu seinem Tod im Jahr 1981 der Komponist und Dirigent Hans Chemin-Petit. Von 1982 bis 2002 stand der Chor unter der Leitung von Uwe Gronostay. Von 2003 bis 2025 war Jörg-Peter Weigle künstlerischer Leiter des Philharmonischen Chors Berlin. 2025 hat Florian Benfer seine Nachfolge als künstlerischer Leiter angetreten.

## Künstlerische Ausrichtung
Im Verlauf seiner Geschichte war der Philharmonische Chor Berlin immer dem Gesamtspektrum der Oratorienliteratur verpflichtet, so dass neben den Standardwerken auch immer Unbekanntes, Ungewöhnliches und Neues in seinen Konzertprogrammen erschien. Zahlreiche Werke, die heute zur Standardliteratur zu zählen sind, wurden durch den Philharmonischen Chor Berlin ur- oder für Deutschland erstaufgeführt, so z. B. Anton Bruckners Te Deum, Das klagende Lied von Gustav Mahler, Der Feuerreiter von Hugo Wolf, Das Unaufhörliche von Paul Hindemith sowie Werke von Reger, Honegger, David, Chemin-Petit und H. W. Zimmermann. Im Jahr 2008 wurde diese Tradition mit der Uraufführung von Bernd Frankes Komposition Miletus wieder aufgenommen. Ferner nahm der Chor sein 125-jähriges Jubiläum zum Anlass, sich verstärkt seinen sozialen und kulturpolitischen Verpflichtungen zu stellen. Mit Themen wie Jugendarbeit, Nachwuchsförderung und der Vernetzung des europäischen Chorwesens in Theorie und Praxis durch Tagungen und Kooperationen will der Chor seinem Bildungsauftrag gerecht werden.
Wie schon in den ersten Jahrzehnten seines Bestehens, in denen Siegfried Ochs den Philharmonischen Chor Berlin für Konzerte unter Dirigenten wie Hans von Bülow, Richard Strauss oder Arthur Nikisch vorbereitete, wurde und wird er immer wieder von den Berliner Orchestern, die in der Philharmonie und im Konzerthaus konzertieren, zur Mitarbeit eingeladen. Er war dabei Partner von Dirigenten wie Claudio Abbado, Riccardo Chailly, Vladimir Ashkenazy, Kent Nagano und Michael Schønwandt. Auch Gerd Albrecht, Claus Peter Flor, Lord Yehudi Menuhin, Antal Dorati und Eric Ericson haben mit dem Philharmonischen Chor Berlin zusammengearbeitet. Rundfunk-, Fernseh- und CD-Produktionen, Konzerte in Wien und Frankfurt am Main unter Claudio Abbado, in Kopenhagen unter Leif Segerstam, in Amsterdam unter Uwe Gronostay und in Salisbury unter Uwe Gronostay und David Halls, in der Londoner St. Paul’s Cathedral unter David Willcocks, in Hanoi/Vietnam unter Jonas Alber, in Merseburg, Halle und Neubrandenburg sowie zum Jahreswechsel 2012/13 in Shenzhen/China unter Jörg-Peter Weigle und Christian Ehwald sind ebenfalls Teil seiner Geschichte.
Schon mit seinem ersten Konzert als Künstlerischer Leiter des Philharmonischen Chores Berlin im November 2003 hat Jörg-Peter Weigle gezeigt, dass es auch ihm darum geht, das Repertoire sowohl für den Chor selbst als auch für sein Publikum zu erweitern. Die Wiederaufführung des Oratoriums Ruth von Georg Schumann nach über fünfzig Jahren hat weit über Berlin hinaus aufhorchen lassen, Robert Schumanns Szenen aus Goethes Faust wurden erstmals in der Geschichte des Chores aufgeführt, und das Requiem von Hector Berlioz wurde nach fast 100-jähriger Pause wieder in das Repertoire des Philharmonischen Chores Berlin aufgenommen.
Mit Franz Schmidts "Das Buch mit sieben Siegeln" nahm Jörg-Peter Weigle am 1. Juni 2025 nach 22 Jahren Abschied als Künstlerischer Leiter.
Im Juli 2025 übernahm Florian Benfer die Leitung des Philharmonischen Chores Berlin.